# Corinna Bath
Corinna Bath (* 1963) ist eine deutsche Mathematikerin, Informatikerin und Hochschullehrerin. Nachdem sie von 2012 bis 2022 die Maria-Goeppert-Mayer Professur für Gender, Technik und Mobilität innehatte, ist sie seither Leiterin der Koordinations- und Forschungsstelle des Netzwerks Frauen- und Geschlechterforschung an der Universität Duisburg-Essen.

## Biografie
Bath schloss ihr Studium der Mathematik an der Freien Universität Berlin 1993 mit einem Diplom im Bereich Mathematische Logik ab. Sie war zwischen 1993 und 1995 Wissenschaftliche Mitarbeiterin im Fachgebiet „Theorie, Algorithmik, Logik“ am Fachbereich Informatik sowie von 1995 bis 1996 im Fachgebiet „Logik und Mengenlehre“ am Fachbereich Mathematik der Technischen Universität Berlin. In der Zeit von 1996 bis 1997 arbeitete sie für das Mentoring-Projekt „Frauen in Naturwissenschaft und Technik“. Von 1997 bis 1998 war sie Wissenschaftliche Mitarbeiterin im Forschungsprojekt zur Modellierung und Steuerung reaktiver Systeme am Fachbereich Informatik der Fachhochschule Anhalt sowie von 1998 bis 2003 im Fachgebiet „Frauenforschung und Technik“ am Studiengang Informatik sowie am Zentrum für feministische Studien der Universität Bremen. In den Jahren 2004 bis 2006 arbeitete sie für das Projekt „Sozialität mit Maschinen. Anthropomorphisierung und Vergeschlechtlichung in aktueller Softwareagentenforschung & Robotik“ am Institut für Wissenschaftstheorie der Universität Wien und im Anschluss bis 2008 war sie Research Fellow am Institute for Advanced Studies on Science, Technology and Society (IAS-STS) des ifz Graz. 2008 bis 2009 war sie Gastwissenschaftlerin am Zentrum für Sozialforschung der Karl-Franzens-Universität Graz.
Ihre Promotion zum Thema De-Gendering informatischer Artefakte. Grundlagen einer kritisch-feministischen Technikgestaltung schloss sie 2009 im Fachbereich Informatik der Universität Bremen ab. Als Postdoktorandin forschte sie 2009 bis 2011 im DFG-Graduiertenkolleg „Geschlecht als Wissenskategorie“ an der Humboldt-Universität zu Berlin. Als Wissenschaftliche Mitarbeiterin sowie als Gastprofessorin lehrte sie von 2011 bis 2012 am Zentrum für Interdisziplinäre Frauen- und Geschlechterforschung (jetzt: Gender pro MINT) der Technischen Universität Berlin.
Die Maria Goeppert-Mayer Professur für Gender, Technik und Mobilität an der TU Braunschweig und der Ostfalia Hochschule für angewandte Wissenschaften hatte sie in der Zeit von 2012 bis 2022 inne und lehrte im Rahmen einer internationalen Gastprofessur für „Gender & Technik“ 2016 an der Technischen Universität Graz. Im Wintersemester 2022/23 lehrte Corinna Bath als Gastprofessorin am Institut für Medien, Wissen und Kommunikation News der Universität Augsburg. und im Wintersemester 2023/24 als Klara Marie Fassbinder-Gastprofesssorin für Geschlechterforschung an der Universität Koblenz. Seit 2023 leitet sie die Koordinations- und Forschungsstelle (KoFo) des Netzwerks Frauen- und Geschlechterforschung NRW an der Universität Duisburg-Essen.
Corinna Bath engagierte sich 2018 im Programmkomitee der internationalen Konferenz „Gender, Wissen, Informatik“ – GEWINN in Heilbronn. Sie ist Mitglied der COST Action IS1307 New Materialism: Networking European Scholarship on „How Matter Comes to Matter“ sowie Stellvertreterin im Managing Committee für Deutschland. Bei der Einrichtung der GeStik (Gender Studies in Köln) an der Universität zu Köln gehörte sie wissenschaftlichen Beirat.
Bath ist Mitherausgeberin der Reihe ...revisited – Relektüren aus den Gender und Queer Studies bei Springer VS. Bis 2018 war sie Mitherausgeberin der Schriftenreihe Geschlechter Interferenzen.

## Forschungsschwerpunkte
Ausgehend von ihrer Qualifikation als Mathematikerin und Informatikerin sowie als sozial- und kulturwissenschaftlich arbeitender Wissenschaftlerin verbinden Baths Interessenschwerpunkte verschiedene Disziplinen der Frauen- und Geschlechter- sowie Technikforschung: Die Geschlechterforschung in Informatik und Maschinenbau sowie zur Vergeschlechtlichung technischer Artefakte, Partizipative Technikgestaltung, Diffractive Design, Feminist Materialisms sowie die Inter- und Transdisziplinarität in Forschung und Praxis.
Als Koordinatorin des Netzwerk Frauen- und Geschlechterforschung NRW schafft sie Verbindungen innerhalb der Hochschul- und Wissenschaftsforschung unter Gender-Aspekten sowie unter den Forschenden an den Hochschulen des Landes NRW. Ziel ist der Wissenstransfer aus der Geschlechterforschung in die Fachöffentlichkeit.

## Auszeichnungen
Von der Technischen Universität Graz wurde Corinna Bath 2022 das Ehrendoktorat für hervorragende wissenschaftliche Leistungen auf dem Gebiet der Geschlechterforschung und ihrer Integration in den technischen Wissenschaften verliehen.

## Mitgliedschaften (Auswahl)
- Fachgesellschaft Gender Studies e.V.
- Fachgruppe „Frauen und Informatik“ der Gesellschaft für Informatik (GI e.V.)
- Forum InformatikerInnen für Frieden und gesellschaftliche Verantwortung (FifF e.V.)
- European Association for the Study of Science and Technology (EASST)
- Deutscher ingenieurinnenbund (dib e.V.)
- European Association for Gender Research, Education and Documentation (ATgender)

## Publikationen (Auswahl)
- mit Barbara Kleinen (Hrsg.): Frauen in der Informationsgesellschaft: Fliegen oder Spinnen im Netz? Talheimer, Talheim-Mössingen, 1997. ISBN 978-3-89376-071-8
- mit Projekt feministische Theorien im Nordverbund (Hrsg.): Subjekt und Erkenntnis. Einsichten in feministische Theoriebildungen. Leske und Budrich, Opladen, 2000. ISBN 978-3-8100-2718-4
- mit Jutta Weber (Hrsg.): Turbulente Körper, soziale Maschinen. Feministische Studien zur Technowissenschaftskultur. Leske und Budrich, Opladen, 2003. ISBN 978-3-8100-3924-8
- mit Yvonne Bauer, Bettina Bock von Wülfingen, Angelika Saupe, Jutta Weber (Hrsg.): Materialität denken. Studien zur technologischen Verkörperung. Hybride Artefakte, posthumane Körper. Transcript, Bielefeld, 2005. ISBN 978-3-89942-336-5
- De-Gendering informatischer Artefakte. Grundlagen einer kritisch-feministischen Technikgestaltung. Dissertation, Staats- und Universitätsbibliothek Bremen, 2009. URN: http://nbn-resolving.de/urn:nbn:de:gbv:46-00102741-12
- mit Els Rommes, Susanne Maaß (Hrsg.): Methods for Intervention. Gender Analysis and Feminist Design of ICT. Special Section in: Science, Technology & Human Values 37 (6), 2012.
- mit Hanna Meißner, Stephan Trinkaus, Susanne Völker (Hrsg.): Geschlechter Interferenzen. Wissensformen – Subjektivierungsweisen – Materialisierungen. LIT-Verlag, Münster, 2013. ISBN 978-3-643-10904-0
- mit Göde Both, Petra Lucht, Bärbel Mauß, Kerstin Palm (Hrsg.): reboot ING: Innovative Gender-Lehre in den Ingenieurwissenschaften. LIT-Verlag, Münster, 2017. ISBN 978-3-643-13342-7
- mit Waltraud Ernst, Marja Vehviläinen (Hrsg.): Political Objects. Prescriptions, Injustices and Promises of Material Agents. Special issue of the International Journal Gender, Science and Technology, Vol 9, No 2, 2017.
- mit Hanna Meißner, Stephan Trinkaus, Susanne Völker (Hrsg.): Verantwortung und Un/Verfügbarkeit. Impulse und Zugänge eines (neo)materialistischen Feminismus. Westfälisches Dampfboot, 2017. ISBN 978-3-89691-248-0
- mit Barbara Paul, Silke Wenk (Hrsg.): Geschlechterwissen in und zwischen den Disziplinen. transcript, Bielefeld, 2020. ISBN 978-3-8376-5237-6
- mit Birgit Althans, Hannes Leuschner, Imme Petersen, Jan Büssers (Hrsg.): Materialität, Geschlecht, Autorität: Interferenzen von Körpern und Dingen. Barbara Budrich, Opladen, im Druck. ISBN 978-3-8474-2477-2
- Informatik und Geschlecht: Grundlagen einer feministischen Technikgestaltung, transcript, Bielefeld, angekündigt, 2025. ISBN 978-3-8376-2129-7